# Macratria arabica
Macratria arabica es una especie de coleóptero de la familia Anthicidae.

## Distribución geográfica
Habita en Arabia Saudita.